# Campeonato Potiguar de Futebol de 2016 - Segunda Divisão
O Campeonato Potiguar de Futebol - Segunda Divisão 2016 foi a 18ª edição do campeonato estadual de futebol da 2ª divisão do Rio Grande do Norte.

## Regulamento
O Campeonato Potiguar de Futebol – Segunda Divisão 2016 foi disputado por cinco equipes. O torneio foi disputado no sistema de pontos corridos observando-se o sistema de rodízio simples (todos contra todos), com jogos de ida e volta.

### Critérios de desempate
Em caso de igualdade no número de pontos na competição, os critérios de desempate foram, nesta ordem:

 I   – Maior número de vitórias; 

II  – Maior saldo de gols; 

III – Maior número de gols marcados; 

IV – Menor número de gols sofridos;

V – Menor número de cartões vermelhos;

VI – Menor número de cartões amarelos;

VII – Sorteio.

## Participantes
| Equipe              | Cidade     | Em 2015                | Estádio     | Capacidade | Títulos        |
| Atlético Potengi    | Natal      | 3º (Segunda divisão)   | Barrettão   | 10 068     | 0 (não possui) |
| Atlético Potiguar   | Natal      | Não Participou         | Nazarenão   | 4 100      | 0 (não possui) |
| Força e Luz         | Natal      | 10º (Primeira divisão) | Barrettão   | 10 068     | 1 (2014)       |
| Santa Cruz de Natal | Natal      | 2º (Segunda divisão)   | Frasqueirão | 15 082     | 0 (não possui) |
| Visão Celeste       | Parnamirim | Não Participou         | Nazarenão   | 4 100      | 0 (não possui) |

## Jogos

### Primeira rodada
| 10 de setembro de 2016 | Atlético Potengi | 1 - 1          | Visão Celeste | Estádio Barretão, Ceará-Mirim                                    |
| 15:00                  | Rivaldo 3'       | Súmula Borderô | 88' Nandinho  | Público: 47 Renda: R$ 185,00 Árbitro: RN Carlos Alberto de Berto |

| 10 de setembro de 2016 | Atlético Potiguar | 0 - 2          | Santa Cruz de Natal              | Estádio Nazarenão, Goianinha                                      |
| 15:00                  |                   | Súmula Borderô | 13' Gabriel · 86' Régis Potiguar | Público: 37 Renda: R$ 245,00 Árbitro: RN Tarcísio Flores da Silva |

### Segunda rodada
| 17 de setembro de 2016 | Força e Luz            | 2 - 4          | Atlético Potengi                                | Estádio Barrettão, Ceará-Mirim                                    |
| 15:00                  | Odair 71' · Jonata 88' | Súmula Borderô | 11', 75' André · 25' Rivaldo · 90+3' Alexsandro | Público: 35 Renda: R$ 235,00 Árbitro: RN Alciney Santos de Araújo |

| 18 de setembro de 2016 | Visão Celeste | 0 - 3          | Atlético Potiguar                             | Estádio Nazarenão, Goianinha                                          |
| 15:00                  |               | Súmula Borderô | 37' Anderson · 74' Miller · 88' Anderson Lima | Público: 47 Renda: R$ 230,00 Árbitro: RN Flávio Roberto Sales de Lima |

### Terceira rodada
| 21 de setembro de 2016 | Atlético Potengi                            | 3 - 0          | Atlético Potiguar | Estádio Barretão, Ceará-Mirim                                    |
| 15:00                  | Tiago Souza 47' · Gravatá 68' · Rivaldo 75' | Súmula Borderô |                   | Público: 28 Renda: R$ 235,00 Árbitro: RN Leandro de Sales Barchz |

| 21 de setembro de 2016 | Santa Cruz de Natal | 0 - 2          | Força e Luz           | Estádio Frasqueirão, Natal                                             |
| 15:00                  |                     | Súmula Borderô | 15' Odair · 73' Binha | Público: 104 Renda: R$ 480,00 Árbitro: RN Moises Estevão de Moura Lima |

### Quarta rodada
| 24 de setembro de 2016 | Santa Cruz de Natal                   | 2 - 0          | Atlético Potengi | Estádio Nazarenão, Goianinha                                     |
| 15:00                  | Diego Mipibu 29' · Índio Oliveira 75' | Súmula Borderô |                  | Público: 57 Renda: R$ 320,00 Árbitro: RN Emanoel Eduardo Marinho |

| 25 de setembro de 2016 | Visão Celeste | 0 - 2          | Força e Luz     | Estádio Nazarenão, Goianinha                                     |
| 15:00                  |               | Súmula Borderô | 4', 49' Eduardo | Público: 27 Renda: R$ 40,00 Árbitro: RN Josenildo Lopes da Silva |

### Quinta rodada
| 05 de outubro de 2016 | Visão Celeste | 0 - 2          | Santa Cruz de Natal       | Estádio Nazarenão, Goianinha                                      |
| 15:00                 |               | Súmula Borderô | 31' Victor · 70' Lenílson | Público: 21 Renda: R$ 185,00 Árbitro: RN Tarcísio Flores da Silva |

| 05 de outubro de 2016 | Força e Luz | 0 - 3          | Atlético Potiguar                              | Estádio Barretão, Ceará-Mirim                                  |
| 15:00                 |             | Súmula Borderô | 12' Miller · 15' Alexandre · 63' Robson Santos | Público: 19 Renda: R$ 120,00 Árbitro: RN Luiz de França Varela |

### Sexta rodada
| 08 de outubro de 2016 | Visão Celeste | 1 - 3          | Atlético Potengi              | Estádio Nazarenão, Goianinha                                        |
| 15:00                 | Elias 57'     | Súmula Borderô | 55', 72', 90+3' Tiago Souza · | Público: 5 Renda: R$ 50,00 Árbitro: RN Moisés Estevão de Moura Lima |

| 09 de outubro de 2016 | Santa Cruz de Natal             | 2 - 1          | Atlético Potiguar | Estádio Frasqueirão, Natal                                            |
| 15:00                 | Hudson 49' · Régis Potiguar 65' | Súmula Borderô | 21' Miller        | Público: 43 Renda: R$ 115,00 Árbitro: RN Flávio Roberto Sales de Lima |

### Sétima rodada
| 12 de outubro de 2016 | Atlético Potengi | 1 - 0          | Força e Luz | Estádio Barretão, Ceará-Mirim                                  |
| 15:00                 | Denis 65'        | Súmula Borderô |             | Público: 7 Renda: R$ 60,00 Árbitro: RN Leandro de Sales Barchz |

| 12 de outubro de 2016 | Atlético Potiguar               | 3 - 1          | Visão Celeste | Estádio Nazarenão, Goianinha                                    |
| 15:00                 | Alexandre 21', 29' · Miller 61' | Súmula Borderô | 60' Judson    | Público: 21 Renda: R$ 40,00 Árbitro: RN Carlos Alberto de Berto |

### Oitava rodada
| 15 de outubro de 2016 | Atlético Potiguar | 1 - 0          | Atlético Potengi | Estádio Nazarenão, Goianinha                                     |
| 15:00                 | Miller 26'        | Súmula Borderô |                  | Público: 36 Renda: R$ 130,00 Árbitro: RN Emanoel Eduardo Marinho |

| 16 de outubro de 2016 | Força e Luz | 0 - 3          | Santa Cruz de Natal                  | Estádio Barretão, Ceará-Mirim                                  |
| 15:00                 |             | Súmula Borderô | 33', 38' Hudson · 59' Índio Oliveira | Público: 21 Renda: R$ 185,00 Árbitro: RN Luiz de França Varela |

### Nona rodada
| 19 de outubro de 2016 | Atlético Potengi | 1 - 2          | Santa Cruz de Natal              | Estádio Barretão, Ceará-Mirim                                             |
| 15:00                 | Tiago Souza 4'   | Súmula Borderô | 45' Índio Oliveira · 58' Klysman | Público: 17 Renda: R$ 95,00 Árbitro: RN Zandick Gondim Alves Júnior (CBF) |

| 20 de outubro de 2016 | Força e Luz                                              | 4 - 3          | Visão Celeste                           | Estádio Barretão, Ceará-Mirim                                   |
| 15:00                 | Ewerton 8', 15' · Renato Augusto 39' · Jonata Soares 77' | Súmula Borderô | 12' Patané · 17' Nandinho · 63' Juninho | Público: 33 Renda: R$ 50,00 Árbitro: RN Wagner Rháffio da Silva |

### Décima rodada
| 22 de outubro de 2016 | Santa Cruz de Natal              | 2 - 0          | Visão Celeste | Estádio Frasqueirão, Natal                                   |
| 15:00                 | Klysman 13' · Índio Oliveira 64' | Súmula Borderô |               | Público: 16 Renda: R$ 5,00 Árbitro: RN Mateus de Lima Dantas |

| 23 de outubro de 2016 | Atlético Potiguar           | 2 - 1          | Força e Luz | Estádio Nazarenão, Goianinha                                      |
| 15:00                 | Anderson 77' · Genilson 80' | Súmula Borderô | 17' Eduardo | Público: 16 Renda: R$ 50,00 Árbitro: RN Thiago Felipe Maia Lisboa |

## Classificação
| Classificação | Classificação       | Classificação | Classificação | Classificação | Classificação | Classificação | Classificação | Classificação | Classificação | Classificação | Classificação |
| Pos           | Times               | Pts           | J             | V             | E             | D             | GP            | GC            | SG            | %             |               |
| ------------- | ------------------- | ------------- | ------------- | ------------- | ------------- | ------------- | ------------- | ------------- | ------------- | ------------- | ------------- |
| 1             | Santa Cruz de Natal | 21            | 8             | 7             | 0             | 1             | 15            | 4             | 11            | 87.5          |               |
| 2             | Atlético Potiguar   | 15            | 8             | 5             | 0             | 3             | 13            | 9             | 4             | 62.5          |               |
| 3             | Atlético Potengi    | 13            | 8             | 4             | 1             | 3             | 13            | 9             | 4             | 54.2          |               |
| 4             | Força e Luz         | 9             | 8             | 3             | 0             | 5             | 11            | 16            | -5            | 37.5          |               |
| 5             | Visão Celeste       | 1             | 8             | 0             | 1             | 7             | 6             | 20            | -14           | 4.2           |               |

| Atlético Potengi    | —   | 3–0 | 1–0 | 1–2 | 1–1 |
| Atlético Potiguar   | 1–0 | —   | 2–1 | 0–2 | 3–1 |
| Força e Luz         | 2–4 | 0–3 | —   | 0–3 | 4–3 |
| Santa Cruz de Natal | 2–0 | 2–1 | 0–2 | —   | 2–0 |
| Visão Celeste       | 1–3 | 0–3 | 0–2 | 0–2 | —   |

|  |                                             |
|  | Campeão e Acesso à Primeira Divisão de 2017 |

|  |                      |
|  | Vitória do mandante  |
|  | Vitória do visitante |
|  | Empate               |

### Desempenho por rodada
- Clubes que lideraram a cada rodada:

| Rodadas | Rodadas | Rodadas | Rodadas | Rodadas | Rodadas | Rodadas | Rodadas | Rodadas | Rodadas |
| ------- | ------- | ------- | ------- | ------- | ------- | ------- | ------- | ------- | ------- |
| 1       | 2       | 3       | 4       | 5       | 6       | 7       | 8       | 9       | 10      |
| STC     | CAP     | CAP     | CAP     | STC     | STC     | CAP     | STC     | STC     | STC     |

- Clubes que ficaram na última posição a cada rodada:

| Rodadas | Rodadas | Rodadas | Rodadas | Rodadas | Rodadas | Rodadas | Rodadas | Rodadas | Rodadas |
| ------- | ------- | ------- | ------- | ------- | ------- | ------- | ------- | ------- | ------- |
| 1       | 2       | 3       | 4       | 5       | 6       | 7       | 8       | 9       | 10      |
| PTG     | FOR     | VIS     | VIS     | VIS     | VIS     | VIS     | VIS     | VIS     | VIS     |

## Premiação
| Campeonato Potiguar de Futebol Segunda Divisão 2016 |
| --------------------------------------------------- |
| Santa Cruz de Natal Campeão (1° título)             |

## Artilharia
Atualizado em 24 de outubro de 2016.
| Gols | Jogador                             | Time                |
| ---- | ----------------------------------- | ------------------- |
| 5    | Miller                              | Atlético Potiguar   |
| 5    | Tiago Souza                         | Atlético Potengi    |
| 4    | Índio Oliveira                      | Santa Cruz de Natal |
| 3    | Rivaldo                             | Atlético Potengi    |
| 3    | Alexandre                           | Atlético Potiguar   |
| 3    | Hudson                              | Santa Cruz de Natal |
| 2    | André                               | Atlético Potengi    |
| 2    | Anderson                            | Atlético Potiguar   |
| 2    | Odair Eduardo Ewerton Jonata Soares | Força e Luz         |
| 2    | Régis Potiguar Klysman              | Santa Cruz de Natal |
| 2    | Nandinho                            | Visão Celeste       |

| Gols | Jogador                              | Time                |
| ---- | ------------------------------------ | ------------------- |
| 1    | Alexsandro Gravatá Denis             | Atlético Potengi    |
| 1    | Anderson Lima Robson Santos Genilson | Atlético Potiguar   |
| 1    | Jonata Binha Renato Augusto          | Força e Luz         |
| 1    | Gabriel Diego Mipibu Victor Lenílson | Santa Cruz de Natal |
| 1    | Elias Judson Patané Juninho          | Visão Celeste       |